# Louans
Louans – miejscowość i gmina we Francji, w Regionie Centralnym, w departamencie Indre i Loara.
Według danych na rok 1990 gminę zamieszkiwały 474 osoby, a gęstość zaludnienia wynosiła 26 osób/km² (wśród 1842 gmin Regionu Centralnego Louans plasuje się na 698. miejscu pod względem liczby ludności, natomiast pod względem powierzchni na miejscu 733.).